# Henry Laurens

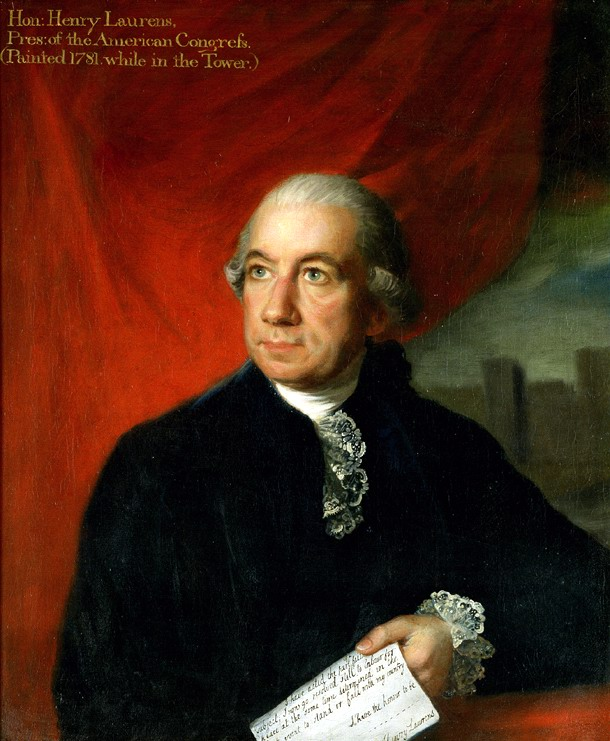
Ritratto di Henry Laurens

Henry Laurens (Charleston, 6 marzo 1724 – Mepkin, 8 dicembre 1792) è stato un mercante statunitense, ricco piantatore della Sud Carolina che divenne un capo politico durante la guerra d'indipendenza americana. Fu un delegato al Secondo congresso continentale, del quale divenne poi il Presidente, nonché vicepresidente dello Stato della Sud Carolina e diplomatico.

## Biografia
Henry nacque da John e Esther Grasset Laurens a Charleston, nella Carolina del Sud. Suo padre era un sellaio e la sua famiglia arrivò nel nuovo continente al seguito dell'emigrazione degli ugonotti in cerca di libertà di religione. La sua famiglia fece fortuna e Henry nel 1744 andò a Londra dove apprese l'arte del commercio presso un mercante che aveva vissuto a Charleston.
Henry ritornò a Charleston nel 1747 iniziando un'attività di import ed export divenendo presto un ricco mercante, commerciante di schiavi e piantatore. Fu l'agente dei proprietari del Bunce Island, una società britannica di commercio di schiavi sita in Sierra Leone in Africa. Riguardo alle navi di schiavi che arrivavano a Charleston, Laurens pubblicizzava la vendita degli stessi sui giornali, organizzava le aste e percepiva il 10% di commissione sulla somma di ogni schiavo venduto. Egli vendeva gli schiavi ai piantatori di riso ma ne impiegava alcuni nelle sue stesse piantagioni. Il 25 giugno 1750 sposò Eleanor Ball, la figlia di un altro ricco piantatore e proprietario di schiavi. La coppia ebbe dodici figli, dei quali otto morirono in tenera età e gli altri acquisirono una posizione importante nel corso della loro vita.
- John Laurens fu aiutante di campo del generale George Washington e venne ucciso nel corso della guerra d'indipendenza degli Stati Uniti. Nel corso della guerra John propose un piano che prevedeva che un piccolo numero di schiavi potesse essere arruolato nell'esercito e poi reso libero alla fine del conflitto. Con una lettera privata indirizzata al figlio John, Henry Laurens tentò di persuadere il figlio che la sua idea era impraticabile[1].
- Martha Laurens sposò David Ramsay, un medico, storico, e poi delegato della Carolina del Sud al Congresso Continentale.
- Henry Laurens Jr. sposò Eliza, la figlia di John Rutledge un ricco possidente immobiliare.
- Mary Laurens sposò Charles Pinckney, governatore della Carolina del Sud, ma morì subito dopo durante il parto.

Nel 1772, Henry, così come altri ricchi mercanti statunitensi, iniziò ad acquistare grandi estensioni di terreni agricoli. Acquistò 1.440 ettari a Mepkin Abbey e successivamente 4.000 ettari, comprendenti una piantagione di riso, sulle coste della Georgia. Mepkin divenne la residenza della famiglia. Nel 1776 egli vendette la sua attività mercantile e si dedicò completamente all'attività di piantatore.

## Carriera politica

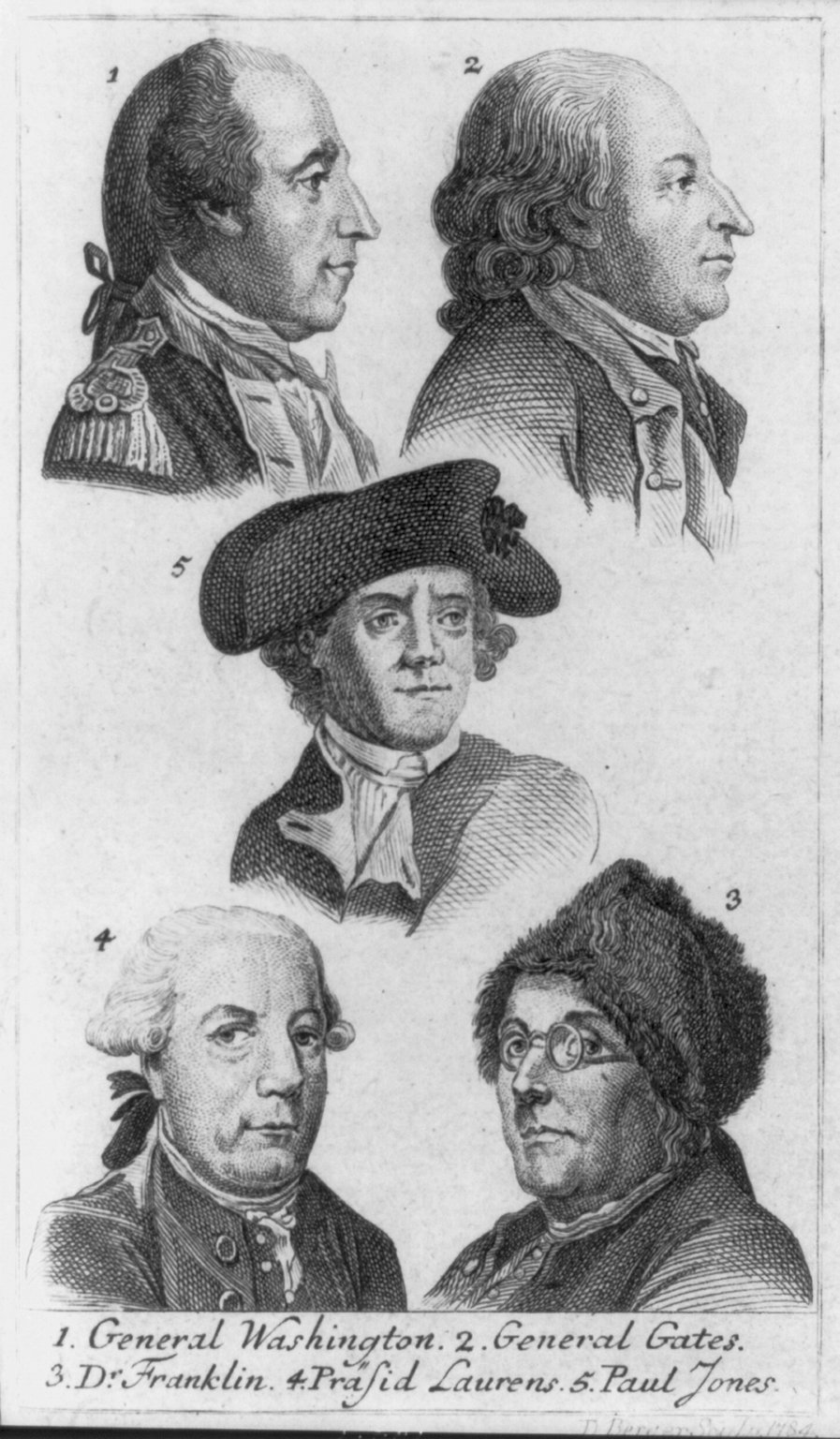
1. Generale George Washington 2. Generale Horatio Gates 3. Dr. Benjamin Franklin 4. Henry Laurens, come Presidente del Congresso Continentale. 5. John Paul Jones / D. Berger scultore. 1784.

Laurens si arruolò nella milizia come tutti gli uomini più robusti del suo tempo. Egli raggiunse il grado di tenente colonnello nella campagna contro i Cherokee (nativi americani) nel 1757-1761. Nel 1757 venne eletto per la prima volta all'Assemblea coloniale e venne poi rieletto ogni anno fino a quando la guerra d'indipendenza non mutò l'assemblea con una Convention di Stato come governo ad interim. Non si fece eleggere nell'anno 1773 per recarsi nel Regno Unito al fine di pianificare la sistemazione per l'educazione scolastica dei figli. Venne proposto per il Colony's Council nel 1764 e nel 1768, ma declinò la candidatura entrambe le volte. Nel 1772 si iscrisse alla American Philosophical Society di Filadelfia, e mantenne una intensa corrispondenza con i suoi membri.
Nell'imminenza della guerra d'indipendenza americana, Laurens, in un primo momento, decise di portare avanti un discorso di riconciliazione con la Corona Britannica, ma a seguito del deteriorarsi della situazione decise di dare completo appoggio alla posizione statunitense. Quando la Carolina del Sud iniziò a creare un governo rivoluzionario, egli venne eletto al Congresso Provinciale che si riunì per la prima volta il 9 gennaio 1775. Fu presidente del Committee of Safety e presiedette il Congresso dal giugno 1775 a marzo 1776. Quando la Carolina del Sud creò un proprio governo indipendente, egli ne fu vicepresidente dal marzo 1776 al giugno 1777.
Henry Laurens venne prima nominato delegato al Secondo congresso continentale il 10 gennaio 1777 e ne fece parte fino al 1780. Ne fu presidente dal 1º novembre 1777 al 9 dicembre 1778.
Nell'autunno del 1779 il Congresso nominò Laurens suo ministro nei Paesi Bassi. Nel 1780 si recò quindi nei Paesi Bassi e negoziò con successo il sostegno di quella nazione alla guerra. Nel corso del suo viaggio di ritorno da Amsterdam, la Royal Navy intercettò la nave sulla quale viaggiava. Nonostante avesse gettato in mare i documenti di Stato sottoscritti, i britannici scoprirono che aveva trattato un'alleanza militare con i Paesi Bassi e questo fatto fece decidere il Regno Unito a dichiarare guerra ai Paesi Bassi.
Laurens venne arrestato per alto tradimento, portato nel Regno Unito e imprigionato nella Torre di Londra, (il solo statunitense tenuto prigioniero nella Torre). Ciò costituì un altro problema tra britannici e statunitensi. Laurens venne considerato un prigioniero di guerra e poiché la situazione stava fortemente peggiorando si pensò a uno scambio di prigionieri che, d'altronde, erano piuttosto frequenti. Durante la sua prigionia Laurens fu assistito da Richard Oswald, il suo primo socio in affari ed il proprietario principale del Bunce Island. Oswald intervenne in favore di Laurens sul governo britannico. Il 31 dicembre 1781 egli venne finalmente rilasciato, in cambio del generale Charles Cornwallis e ritornò in patria.
Nel 1783 Laurens si recò a Parigi come uno dei commissari incaricati dei negoziati che portarono alla firma del Trattato di Parigi. Non firmò la prima versione del trattato ma negoziò una seconda versione che risolveva questioni che coinvolgevano i rapporti con Olanda e Spagna. Ironicamente, Richard Oswald, il vecchio socio di Laurens nella tratta degli schiavi, era il plenipotenziario britannico durante i colloqui che portarono alla pace. Laurens si ritirò a vita privata nel 1784. Gli venne chiesto di ritornare al Congresso Continentale nel Congresso della confederazione nel 1787, ma declinò l'invito. Partecipò però alla convenzione di Stato del 1788, nella quale votò l'approvazione della Costituzione degli Stati Uniti.

## Ultimi eventi
Le forze britanniche incendiarono l'abitazione di Laurens a Mepkin durante la guerra. Quando egli tornò nel 1784, la sua famiglia viveva in una dipendenza della casa, in attesa del completamento dei lavori di ricostruzione. Egli visse il resto della sua vita lavorando per ricostituire le 40.000 sterline che gli era costata la guerra. (Somma equivalente a circa 3.500.000 dollari al valore del 2000). Morì a Mepkin, venne cremato e le sue ceneri vennero sotterrate sul posto. Le sue proprietà passarono per molte mani, ma una buona parte dei suoi beni esiste ancora ed è di proprietà di una abbazia trappista.
La città di Laurens ha preso il nome da lui. Il generale Lachlan McIntosh, che lavorò alle sue dipendenze come impiegato e divenne poi suo amico intimo, diede il nome di Fort Laurens a un forte militare in Ohio.